# Seznam lanových drah v Praze
Seznam lanových drah v Praze obsahuje lanové dráhy pozemní i visuté, v provozu, zaniklé i plánované, doplněné o vleky. Je řazen podle katastru.

## Lanové dráhy
| Lanová dráha       | Fotografie | Galerie                                                       | Šikmá délka  | Převýšení | Max. rychlost    | Rok        | Katastr     | Poznámka | Souřadnice                      |
| ------------------ | ---------- | ------------------------------------------------------------- | ------------ | --------- | ---------------- | ---------- | ----------- | --- | ------------------------------- |
| Letná (†)          |            | Kategorie „Letná Funicular“ na Wikimedia Commons              | 109 m        | 38 m      |                  | 1891–1916  | Holešovice  | pozemní lanová dráha osobní; formálně zrušena 24. června 1922, v letech 1926–1935 fungovalo v původní trase pohyblivé schodiště                                 | 50°5′45″ s. š., 14°25′31″ v. d. |
| Petřín             |            | Kategorie „Petřín Funicular“ na Wikimedia Commons             | 397 m, 511 m | 130 m     | 4 m/s            | 1891, 1985 | Malá Strana | osobní pozemní lanová dráha kyvadlového systému s pevným uchycením 101místných vozů (P-101)                                                                     | 50°4′57″ s. š., 14°24′1″ v. d.  |
| Hotel NH Praha (†) |            | Kategorie „Funicular of NH Hotel Prague“ na Wikimedia Commons | 156 m        | 51 m      | 2,5 m/s (9 km/h) | 1996, 2018 | Smíchov     | osobní pozemní lanová dráha kyvadlového systému s pevným uchycením 12místného vozu (PL-12); od dubna 2018 nahrazena šikmým výtahem, který jezdí ve stejné trase | 50°4′14″ s. š., 14°23′48″ v. d. |
| Zoo Praha          |            | Kategorie „Chairlift in Prague Zoo“ na Wikimedia Commons      | 106 m        | 50 m      | 0,85 m/s         | 1977       | Troja       | osobní visutá jednolanová dráha oběžného systému s pevným uchycením jednomístných sedaček (S-1)                                                                 | 50°7′1″ s. š., 14°24′20″ v. d.  |

## Vleky
| Vlek         | Fotografie | Galerie                                                   | Šikmá délka | Převýšení | Max. rychlost | Rok  | Katastr  | Poznámka | Souřadnice                      |
| ------------ | ---------- | --------------------------------------------------------- | ----------- | --------- | ------------- | ---- | -------- | -------- | ------------------------------- |
| Bobová dráha |            | Kategorie „Bobsleigh lift in Prosek“ na Wikimedia Commons | 190 m       | 45 m      |               | 2003 | Vysočany |          | 50°6′50″ s. š., 14°29′25″ v. d. |

## Zamýšlené lanové dráhy
- Lanová dráha Dvořákovo nábřeží – Letná (visutá)
- Lanová dráha Holešovice – Bohnice – Dejvice (visutá s větvením trasy)
- Lanová dráha Nové Butovice – Barrandov (visutá)
- Lanová dráha Podbaba – Bohnice (visutá)
- Lanová dráha Podolí – Kavčí hory (pozemní)
- Lanová dráha Radlická – Dívčí hrady (visutá)